# Grandes éxitos de Daniel Santos
Grandes Éxitos de Daniel Santos es un disco larga duración donde participa La Sonora Boricua, Los Jóvenes del Cayo y La Sonora Matancera, donde interpretan ritmos cubanos, incluyen dos números ejecutados por el boricua con la agrupación cubana, grabado en 1952. Es el décimo octavo long play comercial de la Sonora Matancera.

## Canciones
1. Velero*
2. Siempre Contigo
3. Rosa
4. Romance del Campesino
5. Regreso
6. Canción de la Serranía
7. Por Mi Honor
8. Mi Palabra de Honor
9. Lluvia o Sol*
10. Bello Mar
11. A San Lázaro
12. Aquí en el Cielo

(*)Interpretados con la Sonora Matancera
- Datos: Q5884809